# Mont Athos
Pour les articles homonymes, voir Athos (homonymie).
Ne doit pas être confondu avec Communauté monastique du mont Athos ou Aktè.
Le mont Athos (en grec moderne : Το όρος Άθωνας ou Άθως to oros Áthonas/Áthos, aussi appelé « Sainte Montagne », Άγιο(v) Όρος, Ágio(n) Óros) est une montagne du Nord de la Grèce, à l'extrémité sud-est de la Chalcidique, une péninsule de la région historique de Macédoine. Le mont forme l'extrémité méridionale de la péninsule de l'Aktè, une des trois péninsules qui constituent l'extrémité méridionale de la Chalcidique, dont il constitue le point culminant. C'est également un haut lieu de la spiritualité du christianisme orthodoxe car c'est là que se trouve la communauté monastique du mont Athos.

## Toponymie
Le toponyme viendrait de la racine indo-européenne ath- signifiant probablement « tête » ou « sommet ».

## Géographie

Animation représentant le mont Athos en trois dimensions.

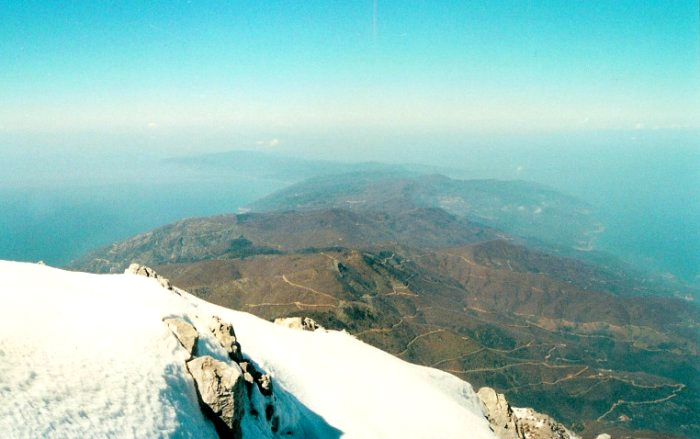
La péninsule de l'Aktè vue depuis le sommet du mont Athos.

Le mont Athos se compose d'ophiolites, de granites dégradés et de calcaires marins. Il culmine à 2 030 mètres d'altitude et domine le golfe Singitique à l'ouest, la mer Égée au sud et la mer de Thrace à l'est et au nord ; au nord-ouest s'étendent les autres reliefs de la péninsule de l'Aktè. Les caps Nymphalon et Akrathos constituent respectivement les extrémités méridionale et orientale de l'Aktè, au pied de la montagne, dont les flancs sont couverts en majorité de forêt méditerranéenne.
Strabon parle ainsi du mont Athos dans sa Géographie (VIII, 35) :

« L'Athos est une montagne en forme de mamelon, mais si élevée que les habitants du sommet, qui commencent leurs labours avec le lever du soleil, ont déjà eu le temps de se fatiguer quand le premier chant du coq éveille les populations de la côte. »

## Mythologie
Dans la mythologie grecque, Athos est le nom de l'un des géants qui ont défié les dieux grecs pendant la gigantomachie. Le mont Athos serait un rocher massif que ce géant aurait jeté contre Poséidon, mais qui serait tombé dans la mer Égée. Selon une autre version de ce combat, Poséidon aurait créé la montagne pour y enterrer le géant vaincu. Homère mentionne le mont Athos dans l'Iliade. C'est dans cette presqu'île que la tradition fait régner le Thrace Tamyris, connu comme un rival d'Orphée.

## Histoire
Selon les auteurs anciens, confirmés par le voyageur français Pierre Belon au XVIe siècle, le soir du solstice d'été, l'ombre du Mont Athos s'étend jusqu'à Myrina, sur l'île de Lemnos distante de 70 km, où l'on avait élevé dans l'Antiquité la statue d'un bœuf de bronze. Plutarque cite à ce propos un vers (̉Άθως καλύψει πλευρά Λημνίας βοός : « l'ombre de l'Athos enveloppera le flanc du bœuf de Lemnos »), devenu proverbial pour évoquer ceux qui, par leur jalousie et leurs calomnies, dénigrent les mérites des autres. À propos de l'Aktè, Hérodote  précise que ce sont les Pélasges de l'île de Lemnos qui l'ont peuplée et y ont élevé cinq localités : Sane, Cléone, Thyssos, Olophyxos et Akrothoon. Strabon mentionne pour sa part les villes de Dion et d'Akrothoon. Ándros a également établi des colonies sur l'Aktè ; au moins une colonie a été fondée au milieu du VIIe siècle av. J.-C. : Acanthos. Certaines de ces villes ont frappé leurs propres monnaies. 
Hérodote relate que, lors de l'invasion perse de la Thrace en 492 avant notre ère, la flotte du commandant perse Mardonios a perdu 300 navires et 20 000 hommes, en raison d'un fort vent du nord, en tentant de contourner le mont Athos. La même mésaventure arriva en 411 avant notre ère à la flotte de Sparte, qui perdit ici 50 vaisseaux sous le commandement d'Epiclée. Sur l'isthme de la presqu'île, on voit les vestiges de l'ancien canal ou fossé d'Acanthe, creusé, dit-on, par Xerxès pour permettre aux vaisseaux le passage direct depuis le golfe Strymonique. Toutefois, Démétrius de Scepsis doute que l'on ait jamais navigué dans ce canal : il convient que sur un espace de dix stades l'isthme est formé de bonne terre facile à creuser, et qu'il a été creusé là effectivement un canal de la largeur d'un plèthre ; mais il fait remarquer que l'isthme présente ensuite, sur une longueur d'un stade environ, un plateau rocheux d'une grande élévation et que cet obstacle aura suffi à empêcher de pousser le canal jusqu'à l'autre extrémité de l'isthme. Il ajoute qu'Alexarchos, fils d'Antipater, bâtit justement sur ce point Ouranoupoli, ville de trente stades de circuit.
Au chapitre des thuriféraires mégalomaniaques, après la mort d'Alexandre le Grand, l'architecte Dinocrate de Rhodes proposa de sculpter toute la montagne en statue d'Alexandre.

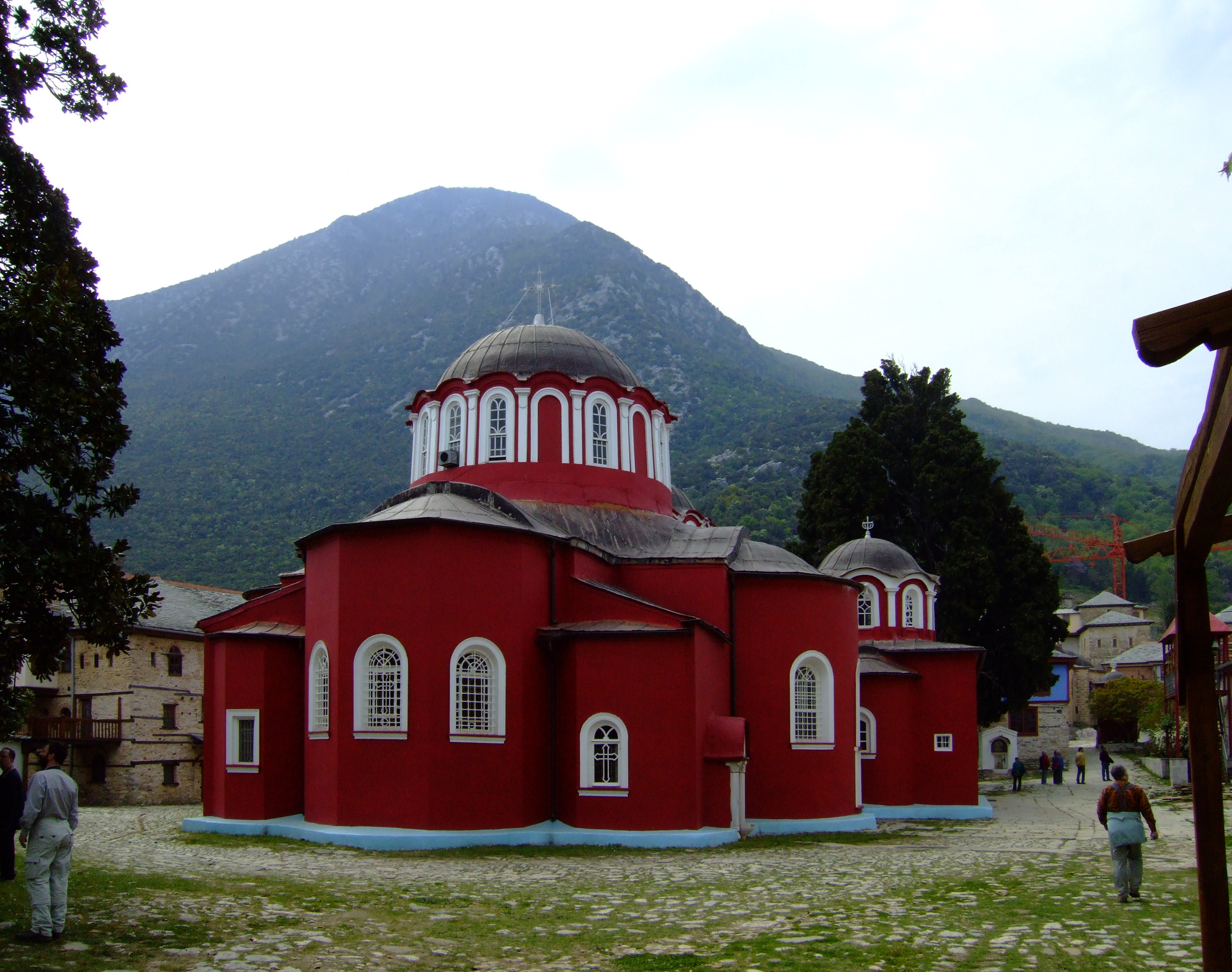
L'église principale du monastère de la Grande Laure de l'Athos avec le mont Athos en arrière-plan.

Avant l'organisation des chrétiens en communautés religieuses autour des monastères, l'activité principale autour du mont Athos était le pastoralisme. Les premiers ermites chrétiens se retirent sur la péninsule peut-être dès le IVe siècle et de manière certaine à partir du VIIe siècle. Athanase l'Athonite fonde en 963 le premier monastère de la péninsule, celui de la Grande Laure de l'Athos, au pied est du mont Athos. Dix-neuf autres suivront, dont celui d'Aghios Pavlos situé lui à l'ouest de la montagne. Pendant l'occupation, les Allemands ont établi un poste d'observation au sommet du mont Athos. À la paix, une station météorologique y fut installée.

## Communauté monastique du mont Athos
L'Aktè est célèbre pour les vingt monastères orthodoxes qui y sont établis depuis le Xe siècle, formant la communauté monastique du mont Athos qui jouit d'une certaine autonomie au sein de la République hellénique. Au sommet de la montagne se dressent un crucifix en acier, une petite chapelle et un refuge.